# W Aquilae
W Aquilae ( W Aql / SAO 143184 / GC 2525 ) è una stella variabile nella costellazione dell'Aquila.

## Caratteristiche
W Aquilae è una stella di tipo S con un tipo spettrale da S39e a S69e, una gigante rossa simile alle stelle di tipo M, ma in cui gli ossidi dominanti nello spettro sono formati da metalli del quinto periodo della tavola periodica. W Aquilae è anche ricca dell'elemento Tecnezio. Un'altra caratteristica di questa classe di stelle è la perdita di massa stellare, nel caso di W Aquilae è stimata in ~4×10−7 M⊙ all'anno. La sua temperatura effettiva varia tra 2250 e 3175 K e il suo diametro tra 430 e 473 R⊙. È anche una stella molto luminosa, tra 9 740 e 28 885 volte più del Sole.

### Variabilità
W Aquilae è una variabile la cui luminosità oscilla tra magnitudine +7,3 e +14,3 per un periodo di 490,43 giorni. Nelle variabili Mira (che prendono il nome da Mira, il prototipo), questa instabilità deriva dalla pulsazione nella superficie stellare, che causa cambiamenti di colore e luminosità. W Aquilae, una variabile Mira, mostra l'emissione di maser di monossido di silicio.

## Compagna
È stato rilevata una stella compagna di magnitudine 14,8 a 0,47" SO di W Aquilae, più debole di W Aquilae con una magnitudine assoluta di +7,1. Sebbene tale magnitudine assoluta corrisponderebbe a una stella di sequenza principale K4, dallo spettro è stata classificata come F5 o F8. La separazione tra le due stelle è di 160 au.

## Pianeta X
Uno studio del 2014 su W Aquilae e α Centauri con l'array ALMA ha sostenuto di aver rilevato accidentalmente un oggetto del sistema solare precedentemente sconosciuto. Ciò ha ricevuto ampia copertura da parte della stampa come potenziale scoperta del Pianeta X. L'articolo però è stato ritirato senza essere accettato per la pubblicazione peer-reviewed.